# 木村元子
木村 元子（きむら もとこ）は、日本のテレビドラマおよび映画、演劇プロデューサー。ドリームプラス株式会社・代表取締役社長。兵庫県出身。ロサンジェルス在住。

## 来歴
- 1992年　上智大学比較文化学部比較文化学科卒業
- 1993年　London University Goldsmith College交換留学
- 1993年　読売テレビ入社。広報、バラエティ制作部でのディレクターを経てドラマ制作部へ。
- 2001年　読売テレビ退社
- 2003年　DHE（旧デジタルハリウッド・エンタテインメント）株式会社設立 代表取締役副社長就任。
- 2012年　DHEから映像部門を分社化。ドリームプラス株式会社設立。代表取締役就任。
- 2013年　ドリームプラス株式会社の制作部門を株式会社メディアミックス・ジャパン（MMJ）に統合。MMJ取締役就任。
- 2015年　株式会社メディアミックス・ジャパン退社。ドリームプラス株式会社代表取締役就任。

## 主な作品

### テレビドラマ
- 1997 心療内科医・涼子 (YTV/NTV) アシスタントプロデューサー
- 1998 凍りつく夏 (YTV/NTV) 企画プロデューサー
- 1999 ピーチな関係 (YTV/NTV) プロデューサー
- 2000 ヒューマン・ラブストーリー　明日を抱きしめて (YTV/NTV) 協力プロデューサー
- 2001 Pure Soul〜君が僕を忘れても〜 (YTV/NTV) 企画プロデューサー
- 2002 実録 福田和子 (フジテレビ) キャスティングプロデュース
- 2004 ワンダフルライフ (フジテレビ) プロデューサー
- 2005 「世にも奇妙な物語」春の特別編 (フジテレビ) プロデューサー
- 2005 学問の秋スペシャル 日本の歴史 (フジテレビ) プロデューサー
- 2007 火曜ドラマゴールド 私の頭の中の消しゴム (NTV) 協力プロデューサー
- 2007 女子アナ一直線! (テレビ東京) プロデューサー
- 2007 美味學院　デリシャス・ガクイン (テレビ東京) 協力プロデューサー
- 2008 正しい王子のつくり方 (テレビ東京) 企画
- 2010 あり得ない! (MBS) 企画
- 2010 闇金ウシジマくん (MBS/TBS) 企画・プロデュース
- 2011 サイン (MBS) 企画・プロデュース
- 2012 ハイスクール歌劇団☆男組 (CBC/TBS) プロデューサー
- 2012 青空の卵 (BS朝日) 総合プロデュース
- 2012 悪夢のドライブ (BS朝日) 企画・総合プロデュース
- 2012 Fallen Angel (BS朝日) 企画・プロデュース
- 2013 彼岸島 (MBS) アソシエイトプロデューサー
- 2014 なぜ東堂院聖也16歳は彼女が出来ないのか? (メ〜テレ) チーフプロデューサー
- 2015 化石の微笑み (テレビ朝日) プロデューサー
- 2015 ホテルコンシェルジュ (TBS) プロデューサー

### 映画
- 2004 私の頭の中の消しゴム (CJエンタテインメント) 原案・企画
- 2004 恋文日和 (シネカノン) プロデューサー
- 2008 僕らの方程式 (バイオタイド) 企画・原案・エグゼクティブプロデューサー
- 2009 劇場版　カンナさん大成功です! (ゴー・シネマ) プロデューサー
- 2009 恋極星 (日活) 企画・プロデューサー
- 2009 ハイキック・ガール! (ヘキサゴン・ピクチャーズ) エグゼクティブプロデューサー
- 2010 神様ヘルプ! (ゴー・シネマ) エグゼクティブプロデューサー
- 2010 ゴスロリ処刑人 (DHE) エグゼクティブプロデューサー
- 2011 スイッチを押すとき (フェイス・トゥ・フェイス) プロデューサー
- 2011 僕たちのアフタースクール (ユニバーサル) プロデュース
- 2014 俺たちの明日  (ティ・ジョイ) 企画・プロデュース
- 2014  L♡DK (東映) プロデューサー
- 2014  想いのこし (東映) 原案・プロデューサー
- 2015 ガールズ・ステップ（東映）プロデューサー
- 2017 きょうのキラ君（ショーゲート）企画プロデュース
- 2017 覆面系ノイズ（松竹）アソシエイトプロデューサー
- 2018 兄友（ティ・ジョイ）プロデューサー
- 2018 覚悟はいいかそこの女子（東映）プロデューサー
- 2019 L・DKひとつ屋根の下、「スキ」がふたつ（東映）プロデューサー
- 2021 胸が鳴るのは君のせい（東映）プロデューサー

### 演劇
- 2004 再起動ロッケンロー (再々演) (博品館劇場) プロデューサー
- 2005 DIAMOND★DOGS「OPERAtions」 (博品館劇場) プロデューサー
- 2006 DIAMOND★DOGS「COLLECtions」 (博品館劇場) 原案・プロデューサー
- 2008 結婚の条件 (スペース107) プロデューサー
- 2008 斜塔～シャトウ～ (新国立劇場 小劇場) 原案・プロデューサー
- 2008 台風14号　もんしろ (東京芸術劇場小ホール、心斎橋そごう劇場) アソシエイトプロデューサー
- 2009 Tower of Sugar (全労済ホール スペース・ゼロ) エグゼクティブプロデューサー
- 2010 King of the Blue (ル・テアトル銀座) 原案・プロデューサー
- 2010 タンブリング (赤坂ACTシアター、サンケイホールブリーゼ) ゼネラル・プロデューサー
- 2010 トラブル万歳！ (エコー劇場) プロデューサー
- 2010 華鬼　初演 (シアターグリーンBIG TREE THEATER) プロデューサー
- 2010 源氏物語×大黒摩季songs〜ボクは、十二単に恋をする〜 初演 (天王洲 銀河劇場) プロデューサー
- 2010 白虎隊　ザ・アイドル (全労済ホール スペース・ゼロ) プロデューサー
- 2010 朗読劇 私の頭の中の消しゴム (ル・テアトル銀座) 企画・プロデューサー
- 2010 朗読劇 私の頭の中の消しゴム 2nd letter (天王洲 銀河劇場) 企画・プロデューサー
- 2011 MEN-tertainment (ル・テアトル銀座、シアタードラマシティ) プロデューサー
- 2011 タンブリング2 (赤坂ACTシアター、御園座、シアターBRAVA!、東京国際フォーラム ホールC) ゼネラル・プロデューサー
- 2011 愛が殺せとささやいた (草月ホール) 企画プロデューサー
- 2011 陰陽師 (新国立劇場 中劇場) 企画プロデューサー
- 2011 華鬼　再演 (博品館劇場) プロデューサー
- 2011 朗読劇 私の頭の中の消しゴム 3rd letter (天王洲 銀河劇場) 企画・プロデューサー
- 2012 MEN ON STYLE (全労済ホール スペース・ゼロ) プロデューサー
- 2012 タンブリング3 (東京国際フォーラム ホールC、シアターBRAVA!、赤坂ACTシアター) ゼネラル・プロデューサー
- 2012 レシピエント (紀伊國屋ホール) プロデューサー
- 2012 源氏物語×大黒摩季songs〜ボクは、十二単に恋をする〜 再演 (天王洲 銀河劇場) プロデューサー
- 2012 理系ヲタが、船上で恋する確率 (新国立劇場 小劇場) プロデューサー
- 2012 朗読劇 しっぽのなかまたち (全労済ホール スペース・ゼロ) 企画・プロデューサー
- 2012 朗読劇 私の頭の中の消しゴム 4th letter (天王洲 銀河劇場) 企画・プロデューサー
- 2013 MEN ON STYLE 2013 (新宿FACE) 企画・プロデューサー
- 2013 タンブリング4 (赤坂ACTシアター、シアターBRAVA!) ゼネラル・プロデューサー
- 2013 激動 (新国立劇場 中劇場) 企画・プロデューサー
- 2013 朗読劇 しっぽのなかまたち2 (エコー劇場) 企画・プロデュース
- 2013 朗読劇 しっぽのなかまたち3 (天王洲 銀河劇場) 企画・プロデュース
- 2013 朗読劇 私の頭の中の消しゴム 5th letter (天王洲 銀河劇場) 企画・プロデューサー
- 2014 SONG OF SOULS -慶長幻魔戦記- (KAAT神奈川芸術劇場、梅田芸術劇場) 企画プロデューサー
- 2014 タンブリングFINAL (KAAT神奈川芸術劇場ホール、シアターBRAVA!、赤坂ACTシアター) ゼネラル・プロデューサー
- 2014 朗読劇 私の頭の中の消しゴム 6th letter (天王洲 銀河劇場) 企画・プロデューサー
- 2015 最後のサムライ (天王洲 銀河劇場) 企画・プロデューサー
- 2015 朗読劇 私の頭の中の消しゴム 7th letter (天王洲 銀河劇場) 企画・プロデューサー
- 2016 朗読劇 私の頭の中の消しゴム 8th letter (天王洲 銀河劇場) 企画・プロデューサー
- 2017 朗読劇 私の頭の中の消しゴム ９th letter (サンシャイン劇場) 企画・プロデューサー
- 2018 朗読劇 私の頭の中の消しゴム 10th letter (よみうり大手町ホール) 企画・プロデューサー
- 2019 朗読劇 私の頭の中の消しゴム 11th letter (よみうり大手町ホール) 企画・プロデューサー
- 2020 朗読劇 私の頭の中の消しゴム Special Letter (音声配信) 企画・プロデューサー
- 2021 朗読劇 私の頭の中の消しゴム 12th letter (よみうり大手町ホール・配信) 企画・プロデューサー

### その他
- 2005 私の頭の中の消しゴム 作家 小学館
- 2006 アナザーレター〜私の頭の中の消しゴム 共著　松田裕子・木村元子 講談社
- 2013 彼女との上手な別れ方 原案 小学館
- 2006 私の頭の中の消しゴム アナザーレター 企画
- 2008 イタズラなKiss エグゼクティブプロデューサー